# Pedro de Melo
Pedro de Melo († 1738) war ein portugiesischer Militär und von 1728 bis 1731 Gouverneur von Portugiesisch-Timor, im militärischen Rang eines Obersts (Coronel).
Die Kolonie befand sich seit 1719 in der Cailaco-Rebellion. Mehrere einheimische Herrscher, die Liurai, hatten sich gegen die portugiesischen Kolonialherren erhoben. 1727 konnte ein Frieden mit einigen Liurai geschlossen werden, doch es kam weiterhin zu Erhebungen.
1729 erreichte Melo Timor mit 50 Soldaten aus Europa und Macau. Um den weiteren Osten Timors zu erforschen und die Küstenregion zu befrieden, reiste er über Dili nach Manatuto, wo er am 18. Oktober 1730 eintraf. Melo gelang es aber nicht die Stämme unter Kontrolle zu bringen. Einige Liurai hatten sich geweigert den geforderten Tribut zu zahlen, woraufhin Melo vier von ihnen gefangen nehmen ließ. Zwei starben im Gefängnis, woraufhin Rebellen die Gefangenen befreien wollten. Schließlich sah Melo sich von 15.000 Kriegern in Manatuto umzingelt. Erst nach 85 Tagen konnte er am 13. Januar 1731 die Belagerung durchbrechen. Zwar konnte Melo die Rebellen aus dieser Region nicht vertreiben, er schloss aber Bündnisse mit dem Liurai von Manatuto und anderen lokalen Herrschern. Bei seiner Rückkehr musste Melo feststellen, dass Topasse und Timoresen Lifau belagerten. Die Eingeschlossenen konnten nur überleben, weil sie Wurzeln, Blätter und zermahlene Pferdeknochen aßen. In dieser Situation entschloss sich Melo, alle Güter und Kanonen auf das Schiff zu bringen und den Ort in Brand zu stecken. Er wollte die koloniale Hauptstadt an einen sicheren Ort verlegen. Nur das rechtzeitige Eintreffen von Melos Nachfolger aus Macau, Pedro de Rego Barreto da Gama e Castro (1731 bis 1734), der mit Nachschub und Verstärkung eintraf, verhinderte, dass die Portugiesen Lifau aufgaben. Zumindest für die folgenden Jahre, denn 1769 waren die Portugiesen doch gezwungen, Lifau aufzugeben und den Verwaltungssitz nach Dili zu verlegen. Die Bündnisse, die Pedro de Melo geschlossen hatte, erleichterten dabei die Verlagerung der kolonialen Hauptstadt.

## Belege
- History of Timor – Technische Universität Lissabon (PDF-Datei; 805 kB)